# Kawasaki Ki-100
Kawasaki Ki-100 (яп. 川崎 キ100, Армійський винищувач Тип 5) — серійний винищувач Імперської армії Японії періоду Другої світової війни.

## Історія створення

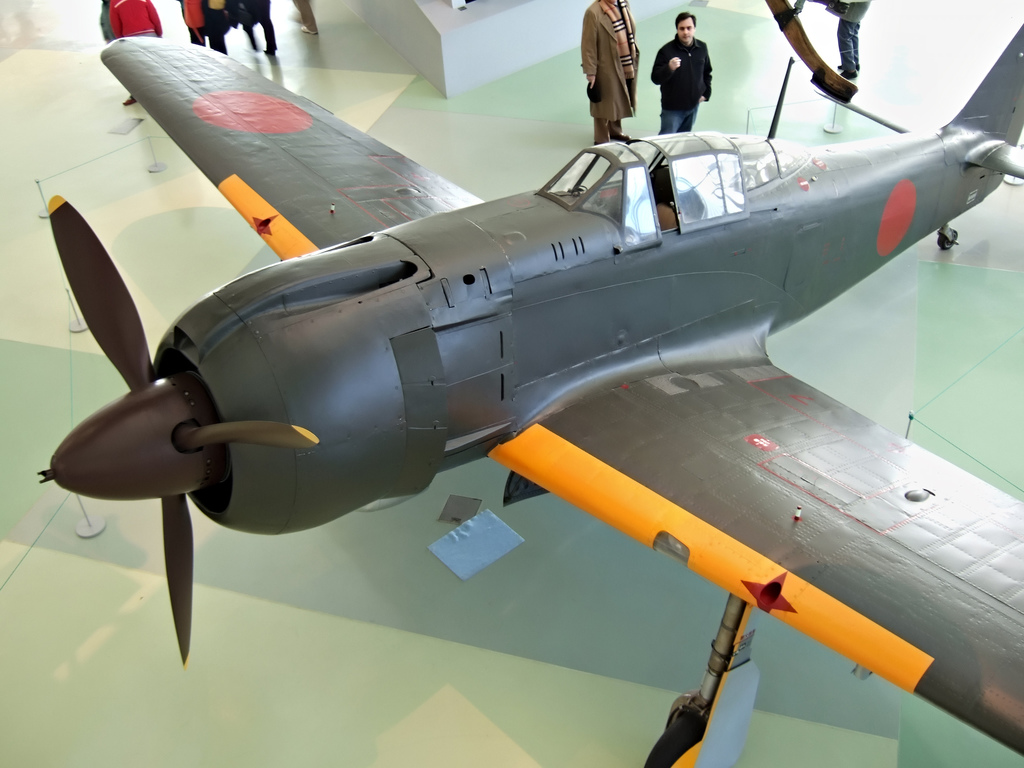
Ki-100 в музеї королівських ВПС в Лондоні

Улітку 1944 року, коли американці розпочали серійні нальоти на Японію, Імперська армія не мала перехоплювача, здатного боротись з B-29 на висотах 9 000 м. Планувалось, що розробка спеціалізованих висотних перехоплювачів завершиться не раніше літа 1945 року. Як тимчасовий захід, було вирішено використовувати нову модифікацію Kawasaki Ki-61 — Ki-61-II, яка незадовго до цього була запущена у виробництво. Але цей план не був реалізований через постійні проблеми з двигуном Nakajima Ha-140. В результаті готові планери Ki-61-II стояли на заводі без двигунів, а японські льотчики були змушені використовувати застарілі літаки.
Зрештою командування ВПС армії наказало фірмі Kawasaki використовувати двигун Mitsubishu Ha-112 II потужністю 1 500 к.с. Проте діаметр двигуна (1,22 м) був більший, ніж діаметр фюзеляжу (0,84 м). Щоб змонтувати двигун без суттєвої переробки планера, спеціалісти фірми ознайомились з літаком Focke-Wulf Fw 190, купленим у 1943 році, двигун якого теж був більший за фюзеляж, а також з досвідом переробки літака Aichi D3A під той самий двигун Mitsubishu Ha-112 II.
Перший прототип, який отримав позначення Ki-100, піднявся у повітря 1 лютого 1945 року. Літак був легший від свого попередника. Швидкість трохи зменшилась через більший опір повітря, але зросла маневреність. Крім того, двигун, який вже був в експлуатації, працював надійно на високих швидкостях. Тому у лютому 1945 року, з завершенням четвертого прототипа, останній був прийнятий на озброєння під назвою «Армійський винищувач Тип 5 Модель 1a» (або Ki-100-Ia). До кінця травня всі вільні планери Ki-61-II були оснащені новими двигунами та введені в експлуатацію. Загалом було перероблено ще 271 Ki-61-II.
Після успішного запуску Ki-100-Ia у виробництво фірма Kawasaki продовжила роботу над новими модифікаціями. Варіант Ki-100-Ib отримав ліхтар кругового огляду, який спочатку планували встановлювати на Ki-61-III. При цьому фюзеляж зразу виготовлявся пристосованим до двигуна, на відміну від попередньої версії, що покращило льотні характеристики на висотах.
Виробництво Ki-100-Ib продовжувалось до середини червня 1945 року, допоки наліт американської авіації на місто Какаміґахара не зруйнував завод, де вироблялись літаки. До цього часу було виготовлено всього 106 літаків. Фірма Kawasaki розгорнула виробництво літаків на переобладнаній меблевій фабриці в префектурі Міяґі, але змогла випустити там лише 12 літаків, після чого й ця фабрика була зруйнована внаслідок авіаційного нальоту.
В березні 1945 року розпочались роботи з розробки нового варіанту літака — Ki-100-II. Цей літак був оснащений двигуном Mitsubishi Ha-112-II Ru з турбокомпресором Ru-102 та системою впорскування водно-метанолової суміші. Через брак місця в фюзеляжі, турбокомпресор був винесений назовні. Це потягло за собою зміни в паливній системі літака, і перший прототип піднявся у повітря лише у травні 1945 року. Ще через місяць були в повітря піднялось ще 2 прототипи. Літак вийшов трохи важчий, ніж Ki-100-I, мав трохи гірші льотні характеристики на висотах до 8 000 м, але завдяки турбокомпресору мав кращі висотні характеристики. На висоті 10 000 м (на якій зазвичай літали літаки B-29), його швидкість становила 590 км/г. Планувалось запустити літак у серію у вересні 1945 року, але Японія капітулювала раніше. Такий чином, Ki-100-II в бойових діях участі не брав.
Всього було випущено 396 літаків всіх модифікацій, включаючи прототипи.

## Тактико-технічні характеристики

### Технічні характеристики
|                       | Ki-100-I                                                   | Ki-100-II                                                  |
| --------------------- | ---------------------------------------------------------- | ---------------------------------------------------------- |
| Екіпаж                | 1 особа                                                    | 1 особа                                                    |
| Довжина               | 8,82 м                                                     | 8,82 м                                                     |
| Висота                | 3,75 м                                                     | 3,75 м                                                     |
| Розмах крил           | 12 м                                                       | 12 м                                                       |
| Площа крил            | 20 м ²                                                     | 20 м ²                                                     |
| Маса пустого          | 2 525 кг                                                   | 2 700 кг                                                   |
| Маса спорядженого     | 3 495 кг                                                   | 3 670 кг                                                   |
| Навантаження на крило | 174.8 кг/м²                                                | 183.5 кг/м²                                                |
| Двигуни               | Mitsubishi Ha-112-II                                       | Mitsubishi Ha-112-II Ru                                    |
| Потужність            | 1500 к. с.                                                 | 1500 к.с.                                                  |
| Питома потужність     | 2.33 кг/к.с.                                               | 2.44 кг/к.с.                                               |
| Максимальна швидкість | 580 км/г (на висоті 6 000 м) 535 км/г (на висоті 10 000 м) | 570 км/г (на висоті 6 000 м) 590 км/г (на висоті 10 000 м) |
| Крейсерська швидкість | 400 км/г (на висоті 4 000 м)                               | 400 км/г (на висоті 4 000 м)                               |
| Швидкість підйому     | на висоту 5 км — 6 хв. на висоту 10 км — 20 хв.            | на висоту 5 км — 6 хв. 40 с. на висоту 10 км — 18 хв.      |
| Операційна дальність  | 1400 км                                                    | -                                                          |
| Максимальна дальність | 2200 км                                                    | 1800 км                                                    |
| Практична стеля       | 11 000 м                                                   | 11 000 м                                                   |

### Озброєння
- Гарматне:
  - 2 × 20-мм гармати «Ho-5» в фюзеляжі літака
- Кулеметне:
  - 2 × 12,7-мм кулемети «Ho-103» в крилах

## Варіанти
- Ki-100 — прототип на базі Ki-61 II KAI (3 екз.)
- Ki-100 Ia (Ko) — серійний варіант на базі Ki-61 II KAI (272 екз.)
- Ki-100 Ib (Otsu) — варіант зі зміненим ліхтарем кабіни (118 екз.)
- Ki-100 II — прототип з двигуном Mitsubishi Ha-112-II Ru з турбокомпресором (3 екз.)

## Історія використання

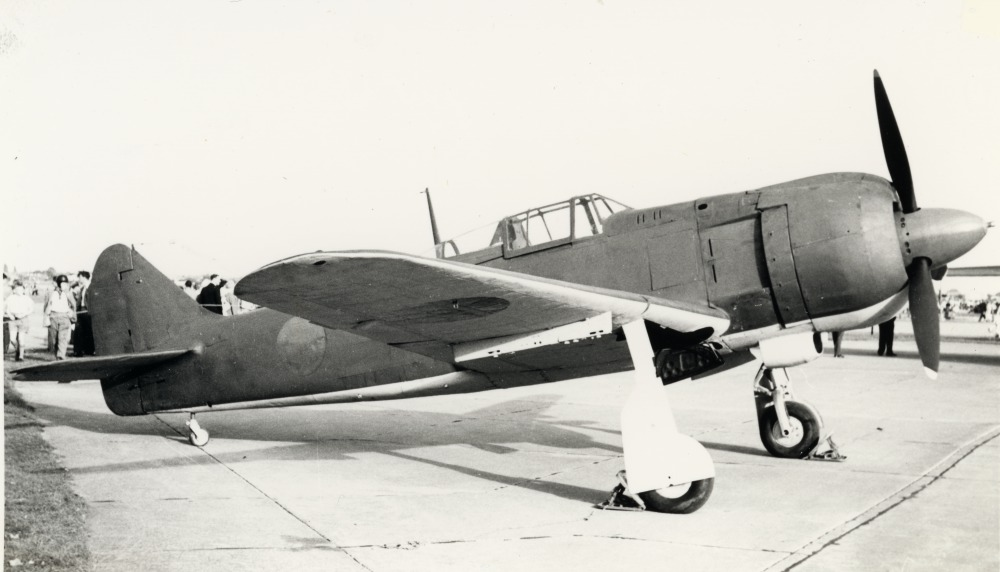
Один з захоплених союзниками після війни Ki-100

У березні-квітні досвідчені інструктори з армійської авіашколи Акена проводили порівняльні випробування Ki-100 та Nakajima Ki-84, який на той момент вважався найкращим японським винищувачем. Результати випробувань показали, що з досвідченим пілотом Ki-100 завжди перемагає у повітряному бою . З середини квітня спеціальний підрозділ, який називався «Літаючий цирк» та мав у своєму складі трофейні літаки, в томі числі захоплений в Китаї North American P-51 Mustang, провів на багатьох авіабазах підготовку пілотів до повітряних боїв з американськими літаками.
Вперше літаки Ki-100 взяли участь у повітряному бою 9 березня, а перша втрата сталась 7 квітня 1945 року.
Американські льотчики швидко зрозуміли, що їм довелось зіткнутись з новим грізним противником.
Літак під керівництвом досвідчених пілотів міг успішно діяти навіть в умовах переваги союзників у повітрі. За своїми характеристиками він переважав Grumman F6F Hellcat і був не гірший, ніж Chance Vought F4U Corsair, North American P-51 Mustang чи Republic P-47 Thunderbolt. Найкращі льотчики-винищувачі були відкликані зі всіх фронтів для оборони Японії. Пілоти зазвичай атакували B-29 поодинці в лобових атаках. Досвідчені пілоти, постійно змінюючи курс, виходили на дистанцію вогню. Але молоді пілоти переважно йшли в атаку по прямій та гинули від вогню американських стрільців. Крім того, декілька десятків літаків були втрачені в небойових умовах через недосвідченість пілотів.
В бою між винищувачами все вирішувала кваліфікація пілотів, яких практично не залишилось. Наприклад, під час повітряного бою над Осакою 18 липня 1945 року 25 винищувачів Ki-100 бились з 18 літаками P-51 Mustang. Японці збили 5 літаків P-51, але втратили 21 свій літак.
Востаннє Ki-100 був збитий американським винищувачем P-51 14 серпня 1945 року.
Американська розвідка не присвоїла літаку Ki-100 окремого кодового позначення. Зазвичай його розпізнавали як Nakajima Ki-84 «Френк» або «невстановлений японський винищувач».
Декілька літаків пережили війну. 4 екземпляри були відправлені у США для випробувань, решта потрапили в музеї.

## Оператори

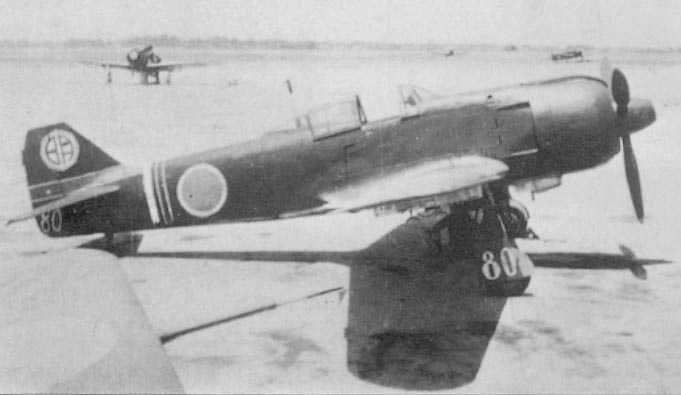
Kawasaki Ki-100 111-того авіазагону.

Японська імперія
- ВПС Імператорської армії Японії
  - 5-ий авіазагін ВПС
  - 17-ий авіазагін ВПС
  - 59-ий авіазагін ВПС
  - 111-ий авіазагін ВПС
  - 244-ий авіазагін ВПС